# 柳叶核果木
柳叶核果木（学名：Drypetes salicifolia）为大戟科核果木属下的一个种。

## 扩展阅读
- 維基物種上的相關：柳叶核果木